# ITF Women's Circuit Gainesville 2002
L'ITF Women's Circuit Gainesville 2002 è stato un torneo di tennis facente parte della categoria ITF Women's Circuit nell'ambito dell'ITF Women's Circuit 2002. Il montepremi del torneo era di $10 000 e si è svolto nella settimana tra il 14 gennaio e il 20 gennaio 2002 su campi in cemento. Il torneo si è giocato a Gainesville negli Stati Uniti d'America.

## Vincitori

### Singolare
Vanessa Webb ha sconfitto in finale  Tiffany Dabek con il punteggio di 6–4, 6–0.

### Doppio
Petra Rampre /  Vanessa Webb hanno sconfitto in finale  Beau Jones /  Anžela Žguna con il punteggio di 6–3, 5–7, 6–4.